# Pleyas
Pleyas o Palea (en griego, Πλεῖαι, Παλαιὰ) es el nombre de un antiguo asentamiento griego de Laconia.
Tito Livio lo cita como un lugar donde acampó el ejército del rey espartano Nabis en el año 192 a. C. Este ejército fue sorprendido en este campamento y derrotado en una marcha nocturna que realizaron las tropas de Filopemen, estratego de la Liga Aquea.
Es citado por Pausanias con el nombre de Palea, que dice que estaba en el camino entre Acrias y Gerontras.